# Podișul Guyanelor
Podișul Guyanelor este un podiș structural eroziv delimitat de câmpiile vecine prin falii, care apar în relief sub formă de abrupturi. Apare ca o suprafață peneplenizată, cu altitudinea medie de 500 - 600m. Fundamentul cristalin apare la zi în partea nordică și se afundă spre sud sub formațiuni paleozoice și mezozoice. Aceste formațiuni sedimentare au dat prin eroziune un relief structural. 
Existența granitelor și cuarțitelor (roci mai dure) a dus la apariția martorilor de eroziune și a pragurilor în lungul văilor, datorită eroziuni diferențiate. Altitudinea sa maximă (2994 m) este atinsă în Pico da Neblina, localizat în Brazilia.

## clima
Clima sub ecuatoriala are 2 sezoane - cald ploios si cald secetos.